# Heume-l'Église
Heume-l'Église é uma comuna francesa na região administrativa de Auvérnia-Ródano-Alpes, no departamento Puy-de-Dôme. Estende-se por uma área de 14,7 km². Em 2010 a comuna tinha 109 habitantes (densidade: 7,4 hab./km²).